# Foot Ball Club Liberty 1922-1923
Questa pagina raccoglie i dati riguardanti il Foot Ball Club Liberty nelle competizioni ufficiali della stagione 1922-1923.

## Rosa
| N. |                   | Ruolo | Calciatore          |
| -- | ----------------- | ----- | ------------------- |
|    | Italia (bandiera) |       | Albanese            |
|    | Italia (bandiera) |       | Capobianchi         |
|    | Italia (bandiera) | P     | Florindo Cervini    |
|    | Italia (bandiera) | A     | Raffaele Costantino |
|    | Italia (bandiera) |       | Lorenzo Curatolo    |
|    | Italia (bandiera) | C     | Gaetano De Marzo    |
|    | Italia (bandiera) |       | Franco Galesi       |
|    | Italia (bandiera) |       | Guidobaldi I        |
|    | Italia (bandiera) |       | Lamanna             |

| N. |                   | Ruolo | Calciatore          |
| -- | ----------------- | ----- | ------------------- |
|    | Italia (bandiera) | D     | Antonio Lella       |
|    | Italia (bandiera) |       | Manganelli          |
|    | Italia (bandiera) |       | Maselli             |
|    | Italia (bandiera) |       | Lorenzo Mastroserio |
|    | Italia (bandiera) | D     | Vito Minunno        |
|    | Italia (bandiera) | A     | Luigi Perilli       |
|    | Italia (bandiera) |       | Perrone             |
|    | Italia (bandiera) |       | Onofrio Terrevoli   |
|    | Italia (bandiera) | C     | Salvatore Vescina   |

## Risultati

### Prima Divisione

#### Girone pugliese

##### Girone di andata
| Arbitro: | Fioranti (Roma) |

|                   |           |  |
| Guidobaldi II 40’ | Marcatori |  |

| Arbitro: | Barra (Napoli) |

|            |           |              |
| Padoan 30’ | Marcatori | 66’ Lella II |

| Arbitro: | Barra (Napoli) |

|                      |           |  |
| Mastroserio 65’, 77’ | Marcatori |  |

| 10 dicembre 1922 4ª giornata |  | – Turno di riposo |  |  |

| Arbitro: | Del Pezzo (Napoli) |

|                 |           |                                                      |
| Mastroserio 87’ | Marcatori | 44’, 65’ Santamaria 55’ Palmisano 70’ (aut.) Cervini |

##### Girone di ritorno
| Arbitro: | Pistilli (Ancona) |

|              |           |                                           |
| Lella II 15’ | Marcatori | 40’ Solfrizzi 55’ Guidobaldi II 70’ Vacca |

| Arbitro: | Favati (Pisa) |

|             |           |                                          |
| Vescina 10’ | Marcatori | 15’, 25’ Carrano I 35’ Padoan 40’ Scotti |

| Arbitro: | Ascanelli (Taranto) |

|              |           |                                           |
| Schiller 87’ | Marcatori | Vescina Mastroserio Curatolo Guidobaldi I |

| 4 febbraio 1923 9ª giornata |  | – Turno di riposo |  |  |

| Arbitro: | Barra (Napoli) |

|                                            |           |  |
| Bensi 9’ Palmisano 14’ Santamaria 58’, 77’ | Marcatori |  |

## Statistiche

### Statistiche di squadra
| Competizione                      | Punti | In casa | In casa | In casa | In casa | In casa | In casa | In trasferta | In trasferta | In trasferta | In trasferta | In trasferta | In trasferta | Totale | Totale | Totale | Totale | Totale | Totale | DR |
| Competizione                      | Punti | G       | V       | N       | P       | Gf      | Gs      | G            | V            | N            | P            | Gf           | Gs           | G      | V      | N      | P      | Gf     | Gs     | DR |
| --------------------------------- | ----- | ------- | ------- | ------- | ------- | ------- | ------- | ------------ | ------------ | ------------ | ------------ | ------------ | ------------ | ------ | ------ | ------ | ------ | ------ | ------ | -- |
| Prima Divisione - girone pugliese | 5     | 4       | 1       | 0       | 3       | 5       | 11      | 4            | 1            | 1            | 2            | 5            | 7            | 8      | 2      | 1      | 3      | 10     | 18     | -8 |

### Statistiche dei giocatori
| Giocatore      | Prima Divisione | Prima Divisione |
| Giocatore      | Presenze        | Reti            |
| -------------- | --------------- | --------------- |
| Albanese       | 1               | 0               |
| Capobianchi    | 4               | 0               |
| F. Cervini     | 8               | -18             |
| R. Costantino  | 1               | 0               |
| Curatolo       | 4               | 1               |
| De Marzo       | 8               | 0               |
| Gallesi        | 1               | 0               |
| Guidobaldi (I) | 6               | 1               |
| Lamanna        | 6               | 0               |
| Lella (II)     | 5               | 2               |
| Manganelli     | 4               | 0               |
| Maselli        | 8               | 0               |
| Mastroserio    | 8               | 4               |
| V. Minunno     | 2               | 0               |
| Perilli        | 7               | 0               |
| Perrone        | 3               | 0               |
| Terrevoli      | 4               | 0               |
| Vescina        | 8               | 2               |